# Cody Riley
Cody Jorden Riley (Kansas City, 12 dicembre 1997) è un cestista statunitense.